# Marcel Van Walleghem
Marcel Joseph Van Walleghem (Brugge, 19 november 1928 - 30 april 2017) (kloosternaam: Arcadius) was een Belgisch rooms-katholiek religieus en hoogleraar.

## Levensloop
Hij was een zoon van Vauthier-Joseph Van Walleghem en van Judith Deleersnijder. Hij liep school in de wijk West-Brugge bij de Broeders van Liefde.
Begin 1945 trad hij in bij deze broeders als postulant. In augustus 1945 begon hij het noviciaat. In 1946 sprak hij tijdelijke geloften uit en in 1950 eeuwige geloften.
Hij studeerde in 1948 in Zwijnaarde af als onderwijzer en stapte in het lager onderwijs en daarna in het middelbaar onderwijs in Leopoldsburg (1948-1951).
Hij ging vervolgens verder studeren aan de Katholieke Universiteit Leuven. Hij behaalde eerst in 1953 het baccalaureaat wijsbegeerte en promoveerde tot licentiaat in de orthopedagogie en de beroepsoriëntering (1951-1955).
In 1959 behaalde hij het licentiaat Opvoedkunde en in 1959 het licentiaat Beroepsoriëntering en -selectie.
Hij werd directeur van het Instituut van de Broeders van Liefde in Lummen (1955-1960) en in Zwijnaarde (1960-1964). Na een rustperiode vanwege gezondheidsproblemen, werd hij in 1965 assistent in Leuven en kon er werken aan zijn doctoraat, dat hij in 1973 behaalde als doctor in de orthopedagogie. In 1974 werd hij benoemd tot gewoon hoogleraar orthopedagogiek aan de Katholieke Universiteit Leuven (1974-1994).
Binnen de Congregatie van de Broeders van Liefde werkte hij nauw samen met zijn stadgenoot Waldebert Devestel bij het tot stand komen van nieuwe constituties, in overeenstemming met de richtlijnen van het Tweede Vaticaans Concilie.
Anderzijds gaf hij impulsen voor het bereiken van betere en meer professionele omkadering in de psychiatrische ziekenhuizen van de Congregatie. In Bierbeek stichtte hij Het Roerhuis, waar verstandelijk gehandicapten zelfstandig konden samenwonen. Hij was ook betrokken bij initiatieven in het buitenland, onder meer in Chili, waar hij een project materieel en inhoudelijk bleef steunen tot aan zijn dood.
Na het emeritaat bleef hij aan de verkregen zelfstandigheid houden en verhuisde naar een seniorie in zijn geboortestad.

## Publicaties
- (samen met Kristien Vingerhoets) Evaluatie van diverse observatiemethoden voor de beschrijving van storend gedrag bij ernstig mentaal gehandicapte personen in residentiële instellingen, 1992.
- (samen met Els Luickx & Mark D'hoker) Van Katrien tot Katrinahof : een overzicht van 40 jaar werking, 1994.
- (samen met Paul Snoeckx) Jobsatisfactie bij het eerstelijnpersoneel op afdelingen voor mentaal gehandicapten in psychiatrische instellingen, 1991.
- (samen met Sylvia Van Walleghem) Organisatie en werking van de diensten voor thuisbegeleiding in Vlaanderen, 1991.
- Cultuurparticipatie en licht mentale handicap, 1990.
- Hedendaagse tendensen in de zorg voor mentaal gehandicapte personen, 1990.
- Woonvoorzieningen voor volwassen mentaal gehandicapte personen: een orthopedagogische bezinning, 1990.
- (samen met Anne-Marie Schaerlaekens & Martine Vissenaekens) Taalvaardigheid bij mentaal gehandicapte volwassenen: een communicatieve invalshoek, 1989.
- (samen met Nelly Cox) Kwaliteit in de zorg voor mentaal gehandicapte personen, 1989.
- (samen met Mieke Vandekerckhove) Pastorale begeleiding bij volwassen mentaal gehandicapte personen in residentiële voorzieningen, 1989.
- (samen met Nelly Cox) Instrumenten voor de evaluatie van kwaliteit in de zorg voor mentaal gehandicapte personen, 1989.
- (samen met Beatrijs Maes) Ortho(ped)agogische muziekbeoefening bij ernstig mentaal gehandicapte volwassenen, 1989.
- Onderzoek naar de actuele situatie van thuisbegeleiding in Vlaanderen, 1989.
- Het begeleid wonen voor mentaal gehandicapten in Vlaanderen : beschrijving van de actuele situatie, 1988.
- (samen met Diane Serneels) Voorstelling van de behaviour assessment battery van Kiernan en Jones als diagnostisch instrument bij diep mentaal gehandicapten, 1988.
- (als editor) Het Roerhuis: een orthopedagogisch stimuleringsproject voor ernstig mentaal gehandicapten in psychiatrische instellingen, 1988.
- (samen met Fabienne Desaele) Onderzoek naar de subjectieve begeleidingsbehoeften van ouders met een thuis verblijvende volwassen mentaal gehandicapte zoon of dochter, 1988.
- (samen met Agnes De Munter) Onderzoek naar de actuele situatie van het begeleid wonen voor mentaal gehandicapte personen in Vlaanderen, 1988.
- Inventarisering van doelstellingen voor de socialisatie van licht mentaal gehandicapte jongeren, 1987.
- Storend eetgedrag bij ernstig en diep mentaal gehandicapten: een orthopedagogische benadering, 1987.
- (samen met Nelly Cox) Voorstelling van de Pass (Wolfensberger en Glenn) als instrument voor de kwaliteitsevaluatie van voorzieningen in de welzijnssector, 1987.
- Orthopedagogische hulpverlening aan mentaal gehandicapte volwassenen in psychiatrische inrichtingen, 1986.
- Begeleid wonen voor mentaal gehandicapten in orthopedagogisch perspectief, 1986.
- De licht mentaal gehandicapte jongere als orthopedagogische opgave, 1984.
- Zwak maar zinnig mens zijn: de orthopedagogische behandeling van de mentaal gehandicapte volwassene in residentiële instellingen, 1984.
- Gezellig tafelen: een orthopedagogische bezinning op de maaltijden bij mentaal gehandicapte volwassenen in residentiële inrichtingen, 1984.
- (samen met Marita De Sterck & Nicole van Sandt) Nederlandstalige uitgaven over mentaal gehandicapten: keuzelijst, 1973.
- Ontwikkeling van de basisfuncties bij jonge mentaal gehandicapte kinderen, 1971.
- (samen met Mieke Vandekerckhove) Gespecialiseerde catechese aan gehandicapte kinderen, 1971.
- Experimentele bijdrage tot de studie van het zelfconcept bij debiele jongens, 1959.